# Gynoplistia hirsuticauda
Gynoplistia hirsuticauda är en tvåvingeart som beskrevs av Alexander 1923. Gynoplistia hirsuticauda ingår i släktet Gynoplistia och familjen småharkrankar. Inga underarter finns listade i Catalogue of Life.